# Красная (приток Арды)
Красная — река в России, протекает в Килемарском районе Республики Марий Эл. Устье реки находится в 29 км по левому берегу реки Арда. Длина реки составляет 12 км.
Исток реки в лесном массиве северо-восточнее деревни Визимьяры и в 35 км к юго-востоку от посёлка Килемары. Река течёт на юго-запад по заболоченному ненаселённому лесу. Впадает в Арду западнее деревни Визимьяры.

## Данные водного реестра
По данным государственного водного реестра России относится к Верхневолжскому бассейновому округу, водохозяйственный участок реки — Волга от устья реки Ока до Чебоксарского гидроузла (Чебоксарское водохранилище), без рек Сура и Ветлуга, речной подбассейн реки — Волга от впадения Оки до Куйбышевского водохранилища (без бассейна Суры). Речной бассейн реки — (Верхняя) Волга до Куйбышевского водохранилища (без бассейна Оки).
По данным геоинформационной системы водохозяйственного районирования территории РФ, подготовленной Федеральным агентством водных ресурсов:
- Код водного объекта в государственном водном реестре — 08010400312110000044119
- Код по гидрологической изученности (ГИ) — 110004411
- Код бассейна — 08.01.04.003
- Номер тома по ГИ — 10
- Выпуск по ГИ — 0